# جورج ويتني كالهون
جورج ويتني كالهون (بالإنجليزية: George Whitney Calhoun)‏ هو رئيس تحرير صحيفة أمريكي، ولد في 16 سبتمبر 1890 في غرين باي في الولايات المتحدة، وتوفي في 6 ديسمبر 1963.